# José María Cao
José María Cao Luaces (Cervo, 13 de diciembre de 1862-Lanús, 27 de enero de 1918) fue un dibujante español activo en Argentina, país donde es considerado «el padre de la caricatura política».

## Biografía

### En España
Ingresó en la fábrica de cerámica de Sargadelos donde trabajaba su padre y, cerrada ésta en 1877, ingresó en la fábrica de loza "La Asturiana", en Gijón, como ayudante de pintor. Allí conoció al escultor José María López Rodríguez, quien le enseñó técnicas de escultura y dibujo. Posiblemente trabajó con él en las  estatuas de David y Simón, que están en el retablo del altar mayor de San Agustín. Dirigió el taller (obradoiro) de un establecimiento de porcelanas y cristalerías en La Coruña. Mientras tanto ejerció tareas diversas en comercio, aduanas y telégrafos y colaboró con ensayos literarios en varias publicaciones.

### En Argentina

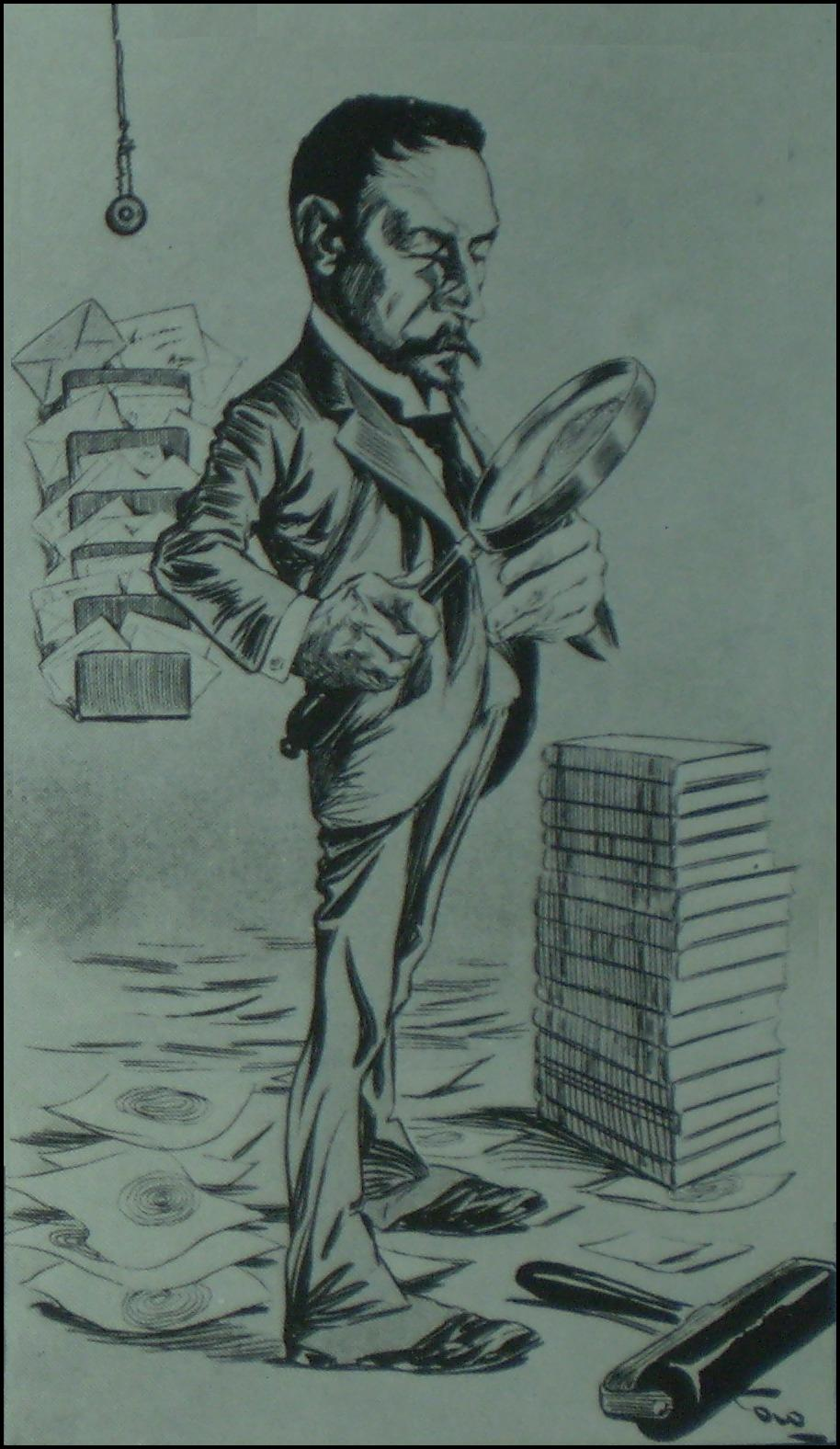
Caricatura de Juan Vucetich

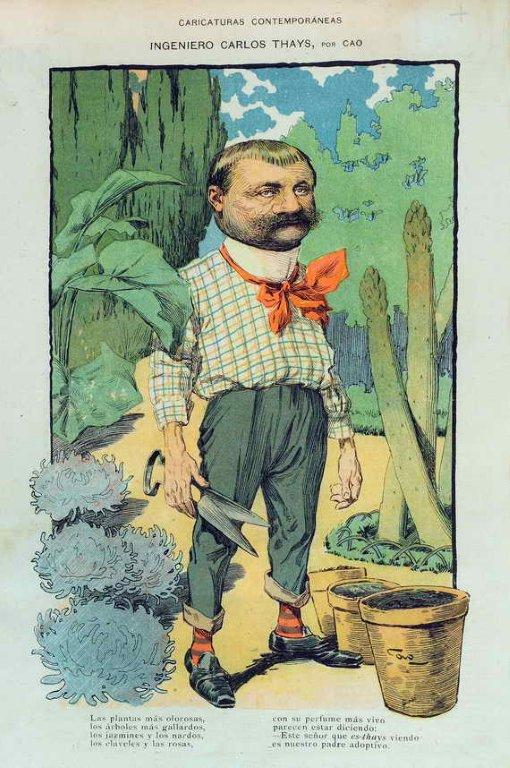
Caricatura del paisajista Carlos Thays por Cao (Caras y Caretas, 1901)

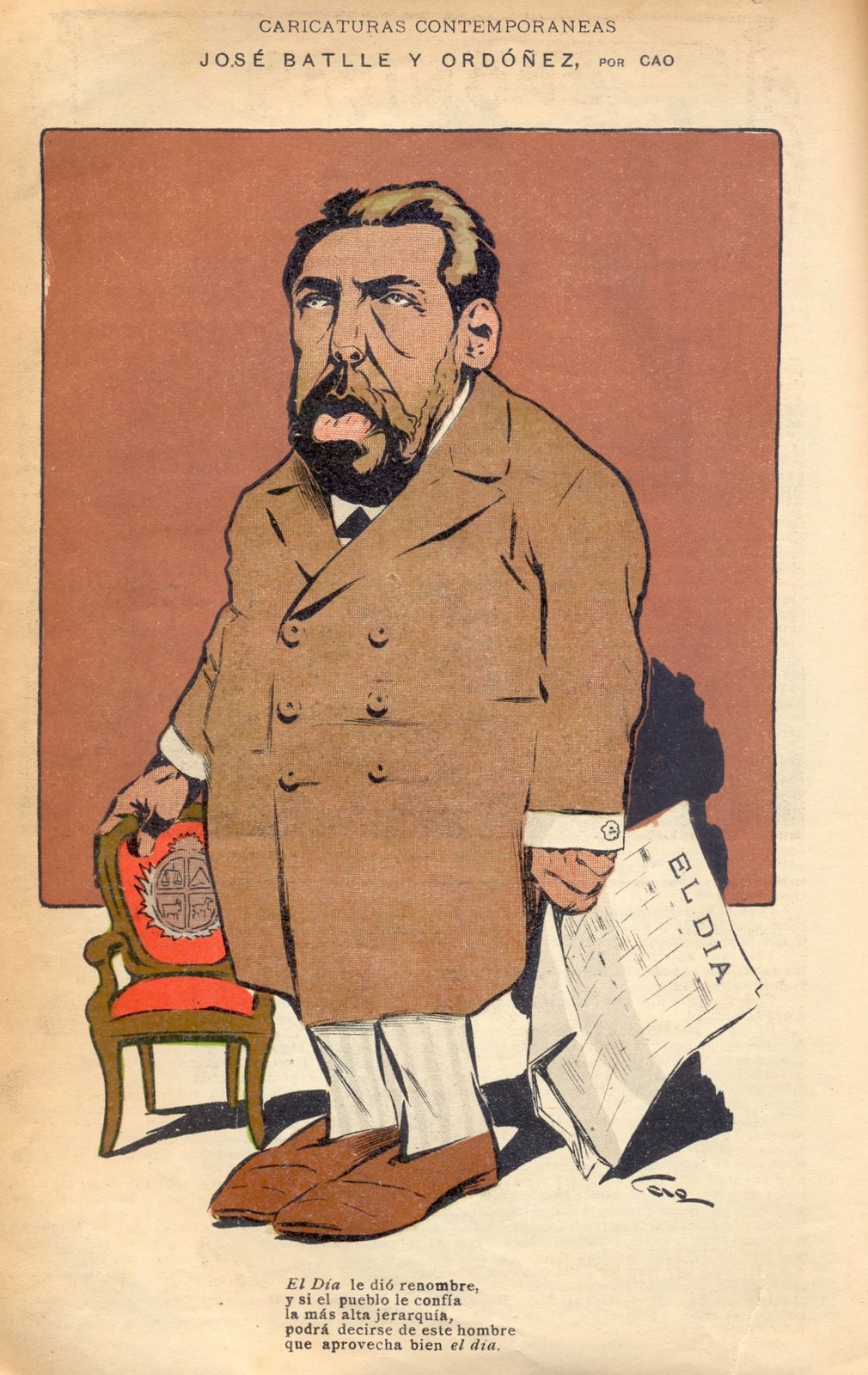
Caricatura de José Batlle y Ordóñez

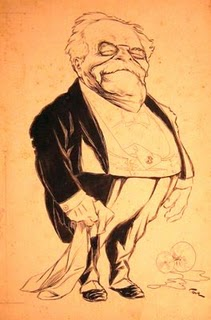
Caricatura de Adolfo Jorge Bullrich

En 1886, llegó a Buenos Aires. La avenida Paseo Colón, cercana al puerto, lo vio ganar sus primeros dineros haciendo caricaturas a los transeúntes. En 1888 se asoció a un taller de grabados, fue profesor de un colegio y colaboró en varias revistas, entre ellas, la más importante, El Sudamericano, donde era encargado de la sección de retratos. Una de sus primeras caricaturas le ocasionó ocho días en prisión. En esa época Argentina era una caldera, el presidente Roca enfrentaba un levantamiento y el estado de sitio estaba vigente. 
En 1887 fue contratado por el director de la revista Don Quijote, el español Eduardo Sojo, quien ya conocía a Cao por sus trabajos en gráfica. Juntos se dedicaron a la tarea de caricaturizar al gobierno, en todos los sentidos posibles, sufriendo persecuciones y prisión. Utilizaban seudónimos. El de Cao era Demócrito II y del de Sojo, Demócrito I. En esa época ocurrió uno de los actos más violentos de la Argentina en democracia, contra un periodista: el intento frustrado de asesinato de Cao en su mismo lugar de trabajo. A raíz de ello, Cao fue detenido, produciéndose un escándalo de magnitud. Al parecer, una caricatura del general Alberto Capdevila desencadenó el hecho, y habría que remitirse hasta casi ochenta años más tarde, con la clausura de Tía Vicenta o Hum® en la década de 1980 para encontrar un hecho parecido. En esa ocasión el general Julio A. Roca, consciente del escándalo, intervino para apaciguar lo ánimos. Igual Don Quijote fue cerrado por el gobierno. El periódico Don Quijote fue un órgano partidario opositor al gobierno nacional, una publicación exponente de un grupo político, «el radicalismo», que, a partir de 1890, surgió como voz disidente que intentaba proponerse como una alternativa a la hegemonía de los partidos conservadores, gobernantes.
Don Quijote castigó con acidez al poder de su época. En ese periódico trabajó el excomisario y escritor José Sixto Álvarez, también conocido por su seudónimo de «Fray Mocho», luego fundador de Caras y Caretas junto a Cao. Desde esa publicación se plantea al humor como un arma poderosa. Hasta tal punto había llegado su influencia que el propio fundador del radicalismo, Leandro N. Alem, sostuvo que la Revolución de 1890 la hicieron las armas y las caricaturas. En Don Quijote se originaron los apodos a los principales políticos de ese momento: «El Pavo» al presidente Roque Sáenz Peña, «El Zorro» al presidente Julio Argentino Roca, «El Burrito Cordobés» a Miguel Juárez Celman —cuñado de Roca y luego presidente de la Nación— y «Cangrejo» al presidente José Evaristo Uriburu. El clima era francamente insurreccional, para no hablar de las insolencias de Don Quijote, que contribuían a enrarecer el ambiente.
El 7 de febrero de 1892 fundó El Eco de Galicia, homónimo del que se editaba en Cuba años antes. Desde allí brego por la refundación del centro Gallego de Buenos Aires, cerrado un año antes. Al frente del El Eco de Galicia estuvo poco tiempo, vendiéndoselo a otro lucense: Castro López. En 1894 fundó la revista El Cid Campeador, que se fusionó con La Bomba en 1895. Ilustró almanaques de la época, como El Criollo en 1893.
Caras y Caretas, venía del Estado Oriental del Uruguay, en donde el español Eustaquio Pellicer la había iniciado en 1890 como semanario festivo, literario, artístico y de actualidades. Una vez llegada a Buenos Aires, Pellicer renuncia y tomaron su lugar como directores J.S. Álvarez (Fray Mocho) y el dibujante español Manuel Mayol . La producción de Cao se halla dispersa en las páginas de esta revista, 
Su creación máxima fueron las «Caricaturas Contemporáneas», inauguradas en 1900, que se difundieron por toda Europa y América. En 1902, fue el primer director artístico del suplemento literario de La Nación, donde aparecieron caricaturas, ilustraciones y paisajes a la pluma. Este ciclo se completó con los «Juguetes de Actualidad» (1912), también caricaturescos, publicados en Fray Mocho.
Caras y Caretas representó la madurez del humorismo político. «Llegó la caricareta, llegó la caricareta», gritaban los diarieros para ofertar esta revista. En 1899 acusaba duramente a los políticos corruptos y criticaba a los «tranways» «que matan más gente que la fiebre amarilla». Viñetas de la vida cotidiana, gráficas costumbristas, notas que registraban el crecimiento y los cambios en el país, y los "reclames" o publicidades  de los primeros años del nuevo siglo eran parte de su contenido. Además de las sátiras políticas. En el año 1900 fue premiado por un concurso de reclames de la marca «Domecq».
En 1903 murió Fray Mocho y fue reemplazado por Carlos Correa Luna como director de Caras y Caretas, Cao se reafirmaba como dibujante y periodista. Realizó también una serie de gobernantes que actuaron en la Primera Guerra Mundial (1914 a 1918), y dibujó también al gaucho y escenas pampeanas. Al producirse el Centenario de la Independencia historió La caricatura en la argentina, en El Hogar (7 de julio de 1916). Incursionó en la pintura y realizó varios trabajos importantes como su cuadro La Logia Lautaro —Cao masón—. Vivía en Lanús, en esa época partido municipal de Avellaneda, colaborando con la municipalidad local al fundar una sociedad cultural llamada " Madre Fraternidad ". Falleció en la ciudad bonaerense de Lanús el 27 de enero de 1918. 

## Legado
Entre los años 2007 y 2008, la Fundación OSDE de Buenos Aires realiza en esta ciudad y otras del interior de Argentina, la exposición «La Argentina sin Careta», curada por Julio Neveleff, donde se exponen 182 originales de Cao, que realizara para las revistas Caras y Caretas y Fray Mocho entre 1898 y 1908. Posteriormente el Museo del Dibujo y la Ilustración adquiere esta importante colección que, conjuntamente con la colección de periódicos Don Quijote que ya atesoraba, serán expuestos a partir de septiembre de 2009 en Santiago de Compostela, Lugo y otras ciudades de Galicia, patrocinados por la Junta de Galicia y la Ciudad Autónoma de Buenos Aires.
En 2009 participa con el original de una tapa realizada para la revista Fray Mocho en 1917; en la muestra "Bicentenario: 200 años de Humor Gráfico" que el Museo del Dibujo y la Ilustración realiza en el Museo Eduardo Sívori de la ciudad de Buenos Aires, homenajeando a los más importantes creadores del humor gráfico en Argentina a través de su historia.
En 2014, el Club de Prensa de Ferrol publicó el libro José Cao Luaces. Galego universal na caricatura, escrito por Julio Neveleff y Siro López Lorenzo, en homenaje a su obra. El 5 de diciembre de 2016, el Concello de Cervo en Galicia realizó una exposición dedicada al caricaturista, con intervención de escuelas locales, quienes diseñaron sus propias caricaturas.